# Cölestinerkirche (Avignon)

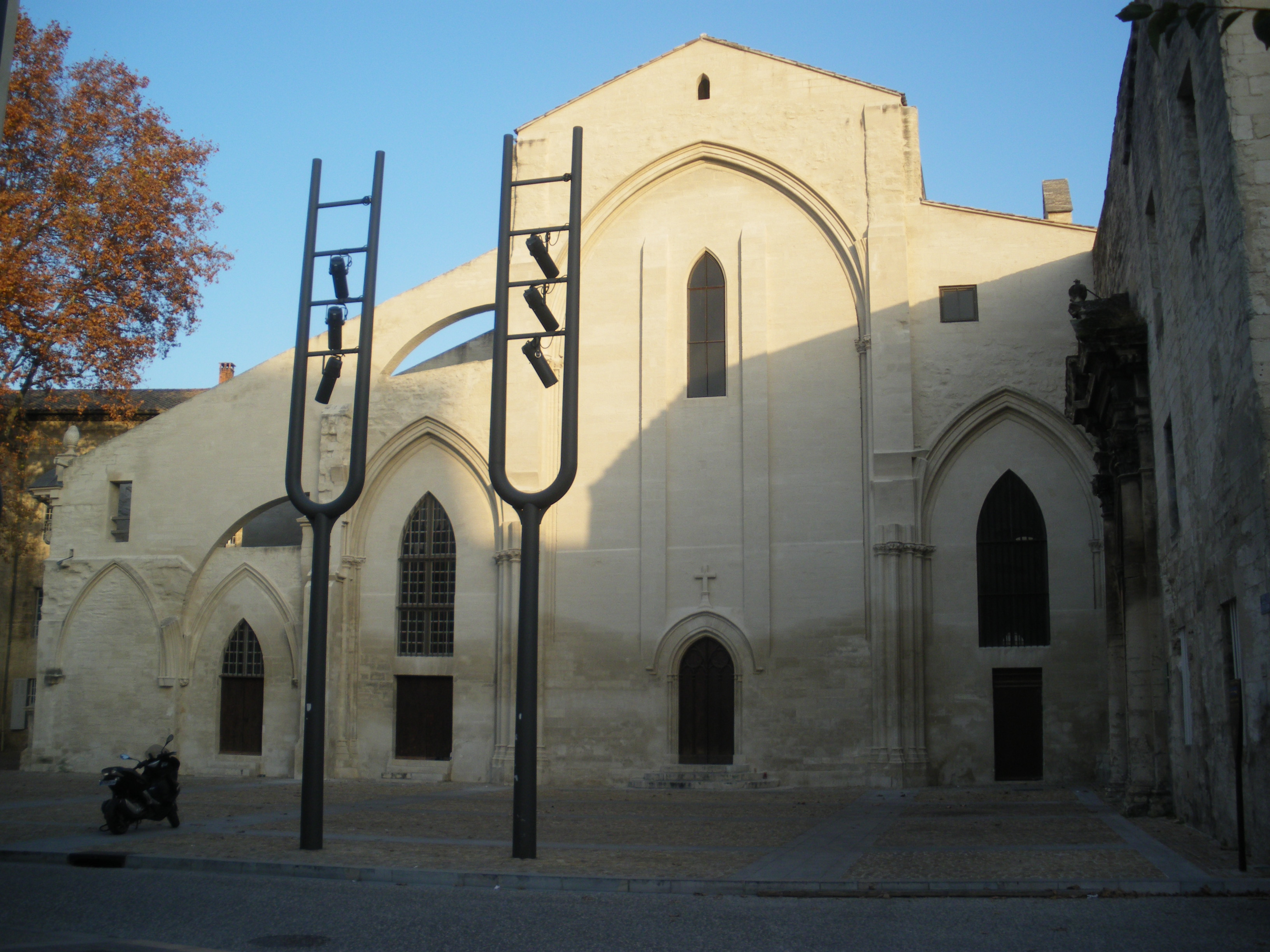
Portal der Cölestinerkirche

Die Cölestinerkirche (französisch Église des Célestins) in Avignon ist eine gotische Kirche an der Place des Corps-Saints. Sie wurde 1389 auf Initiative des Gegenpapstes Clemens VII. und König Karls VI. an der Grabstätte des Peter von Luxemburg gebaut. Später fanden hier auch Saint-Bénézet, Clemens VII. und zahlreiche Kardinäle ihre letzte Ruhestätte.
Die Kirche wird seit dem 8. Juni 1914 als Monument historique eingestuft.

## Geschichte
Auf Anordnung von Clemens VII. im Jahr 1389 ließ Karl VI. den Grundstein der Kirche legen. Der Bau zog sich bis ins fünfzehnte Jahrhundert hin. 1693 verlegte man in das Gebäude die Reliquien von Saint-Bénézet. Seit 1393 gehörte die Kirche – mit umgebenden Klosterbauten – dem Cölestiner-Orden, der bis zur Französischen Revolution ein Kloster betrieb.
Bis zur Französischen Revolution war die Kirche eines der prächtigsten Bauwerke der Stadt. Nachdem sie Ende des achtzehnten Jahrhunderts zu Grunde gerichtet und in eine Kaserne umgewandelt wurde, kaufte die Stadt sie 1930 zurück und führt seitdem Restaurierungsarbeiten durch.

## Bau
Der Bau der Kirche erstreckte sich über einen langen Zeitraum. 1389 entstand zunächst eine hölzerne Kapelle auf dem Grab des Peter von Luxemburg († 1387). Die heutige Kirche wurde zwischen 1395 und 1452 erbaut. Die beiden Klöster folgten Mitte des fünfzehnten Jahrhunderts. Der Hochaltar der St-Pierre-Kapelle wurde 1625 von François de Royers de La Valfrenière im Barockstil überarbeitet. Jean Péru errichtete 1690 die Saint-Bénézet-Kapelle. Die Eingangsportale der Kirche und des Klosters datieren ins dritte Quartal des siebzehnten Jahrhunderts.

## Gebäude

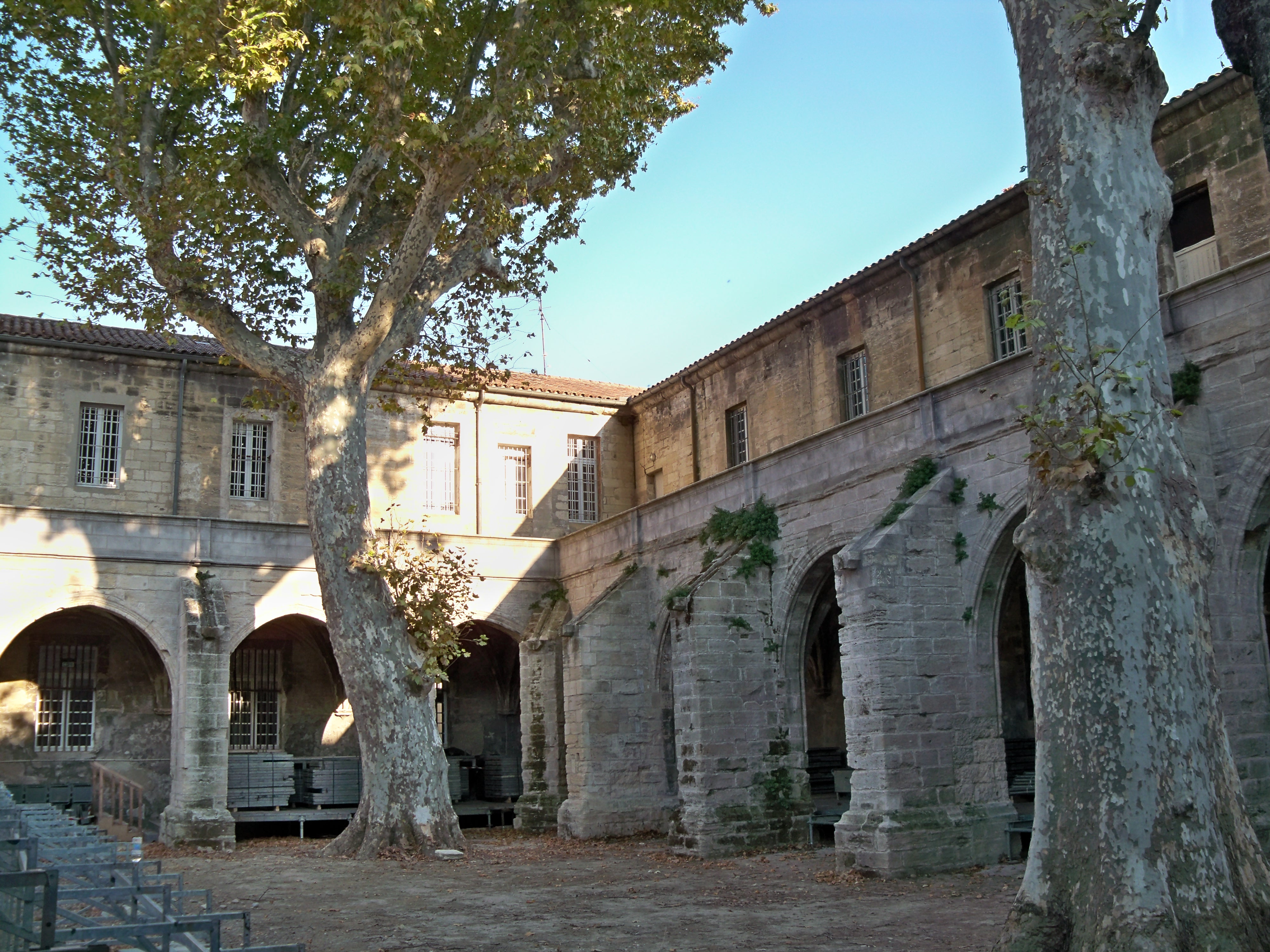
Kreuzgang

- Kirche: Das erste Bauprojekt war sehr ambitioniert. Die Kirche war als siebenschiffige Basilika mit Querhaus und Apsis (ohne Chorumgang) angelegt. Dieser Plan wurde niemals vollendet. Fertiggestellt wurden nur drei der Schiffe, von denen die ersten beiden vom Ordenschor eingenommen werden. Die Apsis enthält eine bemerkenswerte Gruppe von Schlusssteinen, mit einem Christus in einer aus fliegenden Cherubim gebildeten Mandorla und mit Propheten eingerahmt. Im Süden befand sich die barocke Kapelle des Saint-Bénezet. Sie wurde während der Revolution zerstört. Das nichtverbrannte Mobiliar wurde nach Saint-Didier und in die Kathedrale von Avignon überführt.
- Kapelle von St Pierre de Luxembourg: Von dem ursprünglich barocken Dekor ist seit der militärischen Nutzung im neunzehnten Jahrhundert nichts mehr übrig geblieben. Die Kapelle diente als Mausoleum für Saint Pierre de Luxembourg. Das Einzige, was noch an diesen Aspekt erinnert, ist eine kostbare Votivgabe aus dem siebzehnten Jahrhundert, die sich heute im Musée Calvet befindet. Das Gebäude galt dennoch als bedeutendstes Werk des Architekten Valfrenière.
- Weitere Gebäude: Neben der Kirche ist ein schlichtes Klostergebäude aus dem fünfzehnten Jahrhundert angebaut, das mit dieser einen Hof umschließt. Von der Innenausstattung ist nichts erhalten.

## Kunstwerke
- in der Stiftskirche Saint-Didier:

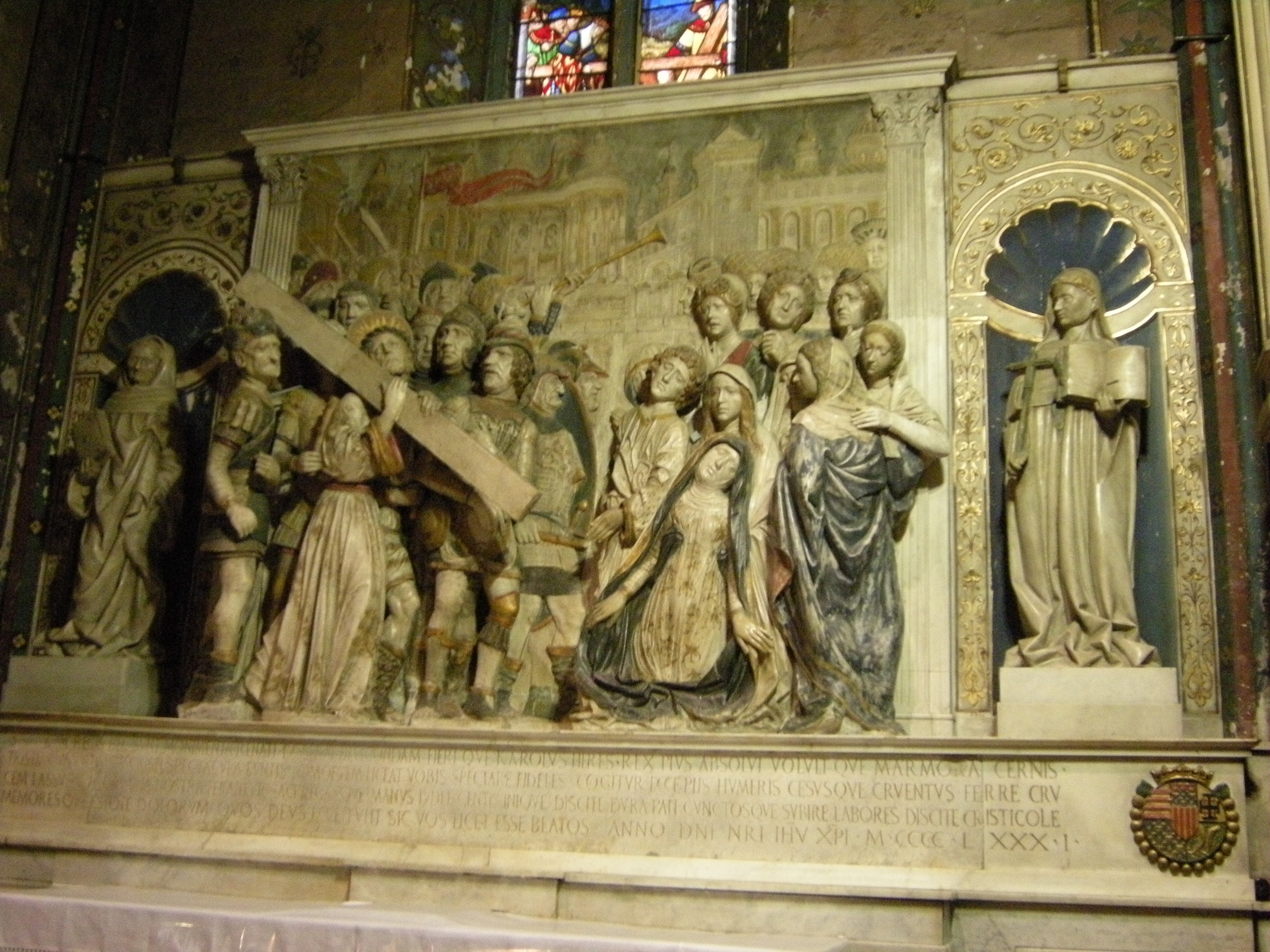
Kreuztragung von Francesco Laurana

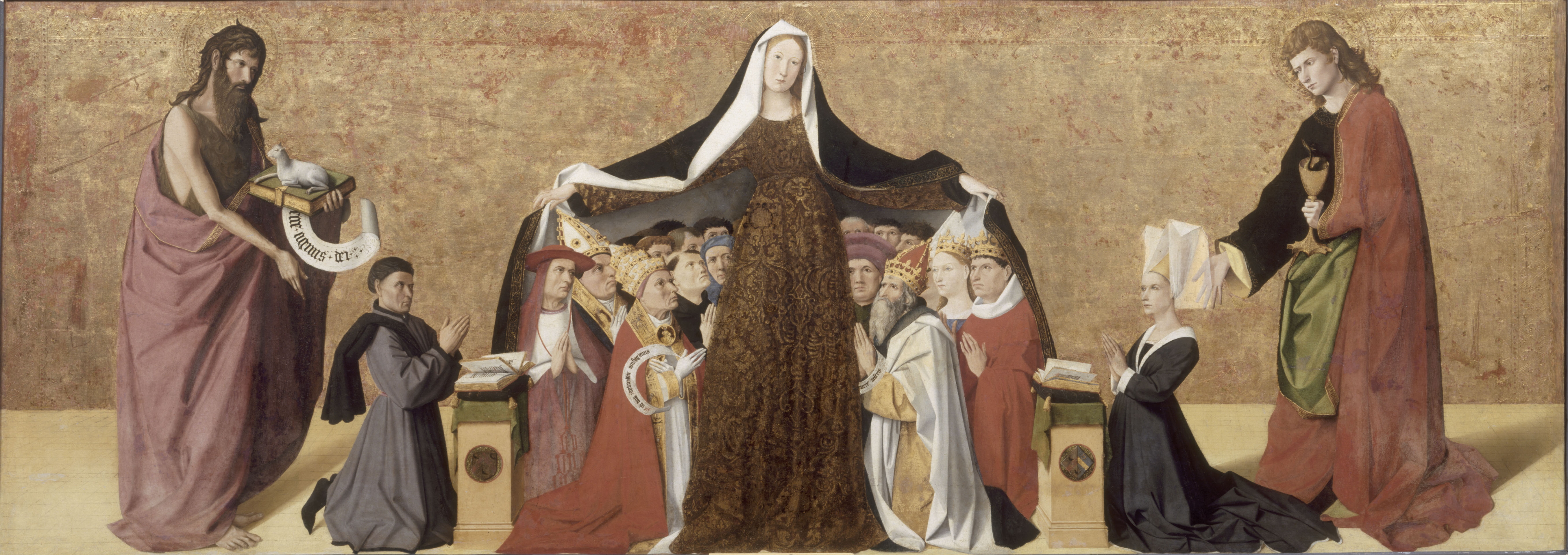
Schutzmantelmadonna der Familie Cadard

  - Kreuztragung (Basrelief des Hauptaltars) von Francesco Laurana, erstes Renaissancewerk westlich der Alpen
  - Hochaltar aus mehrfarbigem Marmor, 1750 von Jean-Baptiste II Péru angefertigt.
  - Reliquien des Peter von Luxemburg und Bénezet, mit einer Statue des letzteren von Jean Péru
  - mehrere Gemälde

- in der Kathedrale:
  - Drei allegorische Figuren der Tugenden des hl. Bénezet, früher in der gleichnamigen Kapelle
  - mehrere Gemälde

- Kapelle der Pénitents Noirs
  - Gemälde von St. Rochus und St. Sebastian, von Pierre Parrocel.

- im Musée Calvet:
  - liegende Grabfiguren von Papst- und Kardinalsgräbern
  - mehrere Gemälde

- im Musée Condé in Chantilly:
  - Altarbild der Schutzmantelmadonna der Familie Cadard von Enguerrand Quarton

- in der Mediathek Ceccano von Avignon:
  - einige Werke der umfangreichen Cölestiner-Bibliothek, darunter ein illuminiertes Gebetbuch von Papst Clemens VII.